# Udlicitering
Udlicitering er et begreb der dækker over det, at en offentlig institution eller privat virksomhed vælger at have en anden virksomhed til at varetage en eller flere bestemte opgaver. En udliciteringsproces foregår ved at opgaven beskrives, kommer til en budrunde, og man vurderer derefter, hvilket firma der kan udføre opgaven bedst og billigst.

## Offentlig udlicitering
Når det offentlige udliciterer, kan det ses som en tidsbegrænset eller delvis privatisering.
Det offentlige har fx udliciteret dele af trafiknettet. De vestjyske togruter blev sendt i udlicitering, hvor både DSB og Arriva bød på opgaven. Arriva vandt både den første kontrakt fra 2003 og den anden fra 2010. DSB Øresund vandt udliciteringen af Kystbanen fra 2009.
Antagelsen med offentlig udlicitering er, at borgerne udelukkende er interesseret i kvaliteten, mens måden produktet eller servicen er fremkommet på er ligegyldigt.